# 陈子元
陈子元（1924年9月—），男，浙江鄞县人，生于上海，中国农学家，中国核农学的开拓者之一，中国科学院院士。

## 生平
1944年，毕业于上海大夏大学（今华东师范大学）化学系。先后在上海大夏大学、华东师范大学任教。
1953年，任浙江农学院（现浙江大学华家池校区）副教授兼化学教研室主任。1958年，主持创建中国高等农业院校中第一个放射性同位素实验室。1960年，兼任农业物理系副主任；1978年，任教授。
1979年至1989年，任浙江农业大学（现浙江大学华家池校区）副校长、校长。
1998年，任浙江大学农业与生物技术学院教授。

## 社会兼职
国际原子能机构总干事科学顾问委员会委员，国家自然科学基金委农业科学评议组组长、农业部科技委员会委员、核农学重点开放研究实验室主任，国务院学位委员会学科评议组成员及分组召集人，浙江省科协副主席，中国原子能农学会理事长，浙江省核学会荣誉理事长。 

## 家族
父亲陈贤本为民国时期工业家。